# Parkman (Maine)
Parkman – miasto w Stanach Zjednoczonych, w stanie Maine, w hrabstwie Piscataquis.